# I straffkolonin
I straffkolonin (originaltitel: In der Strafkolonie) är en novell av Franz Kafka som skrevs 1914 och publicerades 1919.
Novellen skrevs ungefär samtidigt som Processen och tar upp liknande teman om skuld och straff. Den handlar om en forskningsresande som kommer till en straffkoloni där han blir förevisad en invecklad tortyr- och avrättningsmaskin som ristar in domen på den dömdes skinn innan denne avrättas.

## Svenska utgåvor
- Kafka, Franz; Teddy Brunius, Bengt Chambert (1949). I straffkolonin och andra berättelser. Stockholm: Wahlström & Widstrand. Libris 1417122
- Kafka, Franz; Hans Blomqvist, Erik Ågren (2008). I straffkolonin och andra noveller. Lund: Bakhåll. Libris 10712473. ISBN 978-91-7742-284-6